# Parque nacional Pantano Hasties
Pantano Hasties es un parque nacional en Queensland (Australia), ubicado a 1371 km al noroeste de Brisbane.

## Características
- Área: 0,57 km²
- Coordenadas: 17°18′01″S 145°28′27″E / -17.30028, 145.47417
- Año de creación: 1980
- Administración: Servicio para la Vida Salvaje de Queensland
- Categoría IUCN: II